# Илья-пророк в мифологии коми
К народам коми святой Илья-пророк попал из народного православия Древней Руси. У крещёных коми (как и у соседних русских) он пользовался большим почитанием, его образ был включён в систему коми мифологических представлений.
Илья-пророк считался помощником Ена и сохранил свои функции громовника.
Быличка, связавшая пророка Илью с искрометанием, у народов коми начинается с того, что он был очень худ. Тогда на пире другие пророки высмеяли его. Илья взмолился к Ену, чтобы тот дал ему силу. Бог послал Илье огниво и кремень. Илья с их помощью высек гром и молнию, что привело в ужас других пророков. Они признали Илью верховным среди них.
Как и в славянской традиции, Илья также преследует раскатами грома чёрта — «куля», который в ужасе поднимает шувгей (ветер) и начинает ломать и валить деревья.